# Metaprotella haswelliana
Metaprotella haswelliana is een vlokreeftensoort uit de familie van de Caprellidae. De wetenschappelijke naam van de soort is voor het eerst geldig gepubliceerd in 1882 door Mayer.